# Viacheslau I de Esmolensco
Viacheslau I (em russo: Вячеслав Ярославич; romaniz.: Vyecheslav Yaroslavich) foi príncipe de Esmolensco de 1054 até sua morte em 1057.

## Vida
Era filho do grão-príncipe de Quieve Jaroslau I, o Sábio. Nasceu em 1033/1036 (à Crônica de Nicão foi 1033; à Crônica de Nestor foi 1036; para Vasily Tatishchev foi 1034) e segundo seu selo, seu nome de batismo era Mercúrio. Em 1054, após a morte de seu pai, tornou-se príncipe de Esmolensco, porém ocupou a posição por pouco tempo, pois faleceu em 1057. Teve um filho chamado Bóris I, mas não se sabe com exatidão quem foi sua esposa. Talvez fosse Oda de Estade.